# Словарь терминов бальных танцев
Данный глоссарий даёт краткие толкования терминов бальных танцев. Для более подробного описания рекомендуется перейти по ссылке на отдельную статью, если таковая существует.
| # А Б В Г Д Е Ё Ж З И К Л М Н О П Р С Т У Ф Х Ц Ч Ш Щ Э Ю Я |

## А
- American Rhythm — американский вариант Латиноамериканской программы. Включает танцы Ча-ча (именно ча-ча, а не ча-ча-ча), румба, ист кост свинг (свинг восточного побережья), болеро, мамбо
- American Smooth — американский вариант Европейской (стандартной программы). Включает танцы: вальс, танго, фокстрот, венский вальс.
- Английская школа танца
- Алеман (фр. allemande) - один из видов каблучного поворота

- База — внутренняя поверхность бёдер.
- Баунс (Bounce Action) — является основой танца самба — это сгибание и разгибание коленей с одновременным сокращением мышц живота.
- Бейзик — 1) фасон бального платья, обязательный для выступления на конкурсах для леди младших возрастных категорий. 2) Набор основных, базовых фигур в танце.

## В
- Вариации — определённый набор танцевальных фигур, исполняемых танцорами во время соревнований и показательных выступлений по собственному выбору.
- Венский вальс — танец Европейской программы, исполняется на соревнованиях, начиная с Д[источник не указан 4885 дней] класса. Музыкальный размер — 3/4 , темп — 60 тактов в минуту
- Возрастные категории — классификация танцоров по возрасту. Используется для создания равноценной конкуренции на соревнованиях.

Существуют 8 возрастных категорий:
1. Дети 0 — старшему в паре в текущем году исполняется 7 и менее лет.
2. Дети 1 — старшему в паре в текущем году исполняется 8-9 лет.
3. Дети 2 — старшему в паре в текущем году исполняется 10-11 лет.
4. Юниоры 1 — старшему в паре в текущем году исполняется 12-13 лет.

1. Юниоры 2 — старшему в паре в текущем году исполняется 14-15 лет.
2. Молодёжь — старшему в паре в текущем году исполняется 16-17 лет.
3. Взрослые — старшему в паре в текущем году исполняется 18-34 года.
4. Сеньоры — старшему в паре в текущем году исполняется 35 и более лет.

Примечания: соревнования по 6 танцам в ШБТ — классе и E — классе объединяют 2 категории — Ю1 + Ю2 (Юниоры 1 + Юниоры 2);
Классификация Сеньоров может делиться на «Сеньоры 1» = 35-45 лет, «Сеньоры 2» = 45-55 лет, «Сеньоры 3» = 55-65 лет и Гранд-Сеньоров=65 и более.

## Д
- Джайв — танец Латиноамериканской программы, исполняется на соревнованиях, начиная с класса «Е». Музыкальный размер 4/4, темп — 44 такта в минуту

## Е
- Европейская программа (стандарт) — включает в себя 5 танцев: медленный вальс, венский вальс, медленный фокстрот, квикстеп, и танго. Танцы этой программы характеризуются постоянным контактом партнеров в паре за счет характерного соединения поднятых на уровень плеч рук (лодочка) и контакта в нижней части тела. На конкурсе исполняются в следующем порядке : медленный вальс, танго, венский вальс, медленный фокстрот и квикстеп.

## И
- Импетус поворот (англ. Impetus «толчок») — фигура в бальных танцах, обычно быстрый поворот.

Каблучный поворот партнера.
- Итальянская школа танца

## К
- Квикстеп — танец Европейской программы, исполняется на соревнованиях, начиная с ШБТ. Музыкальный размер — 4/4 , темп — 50 тактов в минуту
- Класс — подобие спортивных разрядов других видов спорта. Существует 8 классов: H-класс (англ. hobby), классы E, D, С, В, А, S-класс (суперкласс), М-класс (международный класс).
- Кресты - баллы, которые ставят судьи для прохождения в следующий тур.

## Л
- Латиноамериканская программа (латина) — включает 5 танцев: самба, ча-ча-ча, румба, пасодобль и джайв.
- Линия танца — траектория, по которой двигаются танцоры на танцевальной площадке. В самом общем виде представляет собой замкнутый круг, движение по которому происходит против часовой стрелки (по линии танца)

## М
- Медленный вальс — танец Европейской программы, исполняется на соревнованиях, начиная с Hobby класса. Музыкальный размер — 3/4 , темп — 30 тактов в минуту
- Медленный фокстрот — танец Европейской программы, исполняется на соревнованиях, начиная с С класса. Музыкальный размер — 4/4 , темп — 30 тактов в минуту
- Музыкальность — одна из основных характеристик исполнения танца. Характеризуется, во-первых, адекватной передачей в танце эмоционального содержания музыки, во-вторых, художественным заполнением ритма музыки, которое в эстетических целях допускает определенную агогику

## О
- Обувь — должна соответствовать требованиям, которые касаются покроя (фасона), материалов, используемых для подошвы и верха, формы и расположения каблука. Для Европейской и Латиноамериканской программ используются разные фасоны обуви. На каблуки женских туфель должны надеваться накаблучники.
- Ограничения по костюмам — чем младше танцоры, тем больше ограничений по костюмам, которые касаются фасонов костюмов и используемых материалов. Определенные ограничения по костюмам действуют всегда. Правила спортивного костюма СТСР
- Ограничения по фигурам — чем ниже класс, в котором выступают танцоры, тем меньшее количество фигур разрешено танцевать. Ограничения по фигурам прекращаются начиная с В класса.

## П
- Паркет — покрытие танцевальной площадки. Принципиальное значение имеет качество паркета: отсутствие щелей, неровностей и прочих дефектов. Для правильного и безопасного исполнения танца паркет покрывается тонким слоем парафина.
- Пивот — поворот на одной ноге.
- Пасодобль- танец Латиноамериканской программы, исполняется на соревнованиях, начиная с С класса. Музыкальный размер 4/4, темп — 62 такта в минуту. Танец обладает весьма сложной композиционной структурой. В музыке выделяются три части (акцента), в которых, в свою очередь, выделяются структурные подразделения.

## Р
- Ритм — одна из основных характеристик музыки и танца. Характеризуется чередованием звуков (музыка) или движений (танец) разной длительности. Разные фигуры в танцах имеют свой собственный, иногда довольно сложный ритм. Несоблюдение конкретного ритмического рисунка исполняемой фигуры и, особенно, несовпадение ритма музыки и танца являются самыми грубыми ошибками танцевания.
- Румба — танец Латиноамериканской программы, исполняется на соревнованиях, начиная с D класса. Музыкальный размер 4/4, темп — 27 тактов в минуту

## С
- Самба (International Ballroom Samba) — танец Латиноамериканской программы, исполняется на соревнованиях, начиная с <<Н>> класса

. Музыкальный размер 2/4, темп — 50 тактов в минуту
- Сентада - завершение танца, при котором партнерша садится на колено партнеру
- Скейтинг система
- Соревнования классификационные
- Соревнования рейтинговые
- Спортивный комиссар
- Стандарт — см. Европейская Программа
- Судейство

## Т
- Танго — танец Европейской программы, исполняется на соревнованиях, начиная с D[источник не указан 4885 дней] класса. Музыкальный размер — 4/4 , темп — 33 такта в минуту
- Темп — одна из основных характеристик музыки, её скорость. Измеряется количеством тактов либо количеством ударов в минуту. Разные танцы имеют разный темп. Самый медленный танец — румба (27 тактов в минуту). Самые быстрые — пасодобль (62 такта в минуту) и венский вальс (60 тактов в минуту).
- Техничность — одна из главных характеристик танца. Характеризует качество движений. Чем оно выше, чем виртуознее владение телом, тем выше техничность. Излишняя концентрация на техничности грозит утратой эмоциональности и может привести к механистичности исполнения.

## Ф

### Фигуры
- Телеспин — фигура в латиноамериканской программе бальных танцев.

## Ч
- Ча-ча-ча — танец Латиноамериканской программы, исполняется на соревнованиях, начиная с ШБТ. Музыкальный размер 4/4, темп — 30 тактов в минуту.
- Ча-ча — американский вариант названия танца ча-ча-ча.

## Э
- Эмоциональность — передача в танцевании эмоционального содержания музыки. Особую трудность представляет в конкурсном танцевании, поскольку танцоры танцуют под незнакомую музыку.